# Drhovy
Drhovy (en allemand : Derhow) est une commune du district de Příbram, dans la région de Bohême-Centrale, en République tchèque. Sa population s'élevait à 267 habitants en 2020.

## Géographie
Drhovy se trouve à 6,5 km au sud-est de Dobříš, à 18 km à l'est-nord-est de Příbram et à 41 km au sud-sud-ouest de Prague.
La commune est limitée par Rybníky à l'ouest et au nord-ouest, par Nový Knín au nord-est, par Borotice à l'est, et par Drevníky et Nečín au sud.

## Histoire
La première mention écrite de la localité date de 1653.[réf. nécessaire]

## Transports
Par la route, Drhovy se trouve à 7,3 km de Dobříš, à 23 km de Příbram et à 53 km du centre de Prague.

## Administration
La commune se compose de deux quartiers :
- Drhovy
- Homole